# Qa
Qa – miara objętości, stosowana w starożytnym Babilonie , także najmniejsza znana jednostka objętości w Sumerze. W piśmiennictwie polskim spotykane są następujące zapisy tej miary objętości:
- qa[3] (ka[2][4]), qu[5] – w transkrypcji z języka akadyjskiego
- siła[3], sila[2][4], silla[5] – w transkrypcji z języka sumeryjskiego

W translacji na polski nazwa miary oznacza „dzban”.

## Przeliczanie
Qa odpowiada objętości sześcianu o krawędziach wynoszących szerokość jednej dłoni (9,9–10,2 cm), co odpowiada wartościom 970–1061 cm³ . Masa wody zamkniętej w takim sześcianie miała wynosić jedną minę – od ok. 0,842 kg (mina ciężka), niemniej nie jest to precyzyjna waga, bowiem mina (lekka) innych zachowanych form ważyła od ok. 0,4 kg (tj. qa zawierała 0,4 l), poprzez 0,5 kg do 0,64 kg .

## Wielokrotności
- 60 qa (lub 36 qa w okresie nowobabilońskim) = 1 massiktu (lub 1 pi) ≈ 50,50 l
- 100 qa = 1 imeru (tj. ładunek osła) ≈ 84,2 l
- 180 qa (w Babilonie) = 1 aurru (lub gur) ≈ 74 l[3]
- 300 qa (w Sumerze) = 60 gin = 1 gur[2] ≈ 121 l[4]